# Rue Fénelon (Nantes)
Pour l’article homonyme, voir Rue Fénelon.
La rue Fénelon est une voie de Nantes, en France.

## Situation et accès
Située dans le centre-ville de Nantes, la rue Fénelon, qui relie la place Saint-Vincent à la rue du Moulin et à la place Dulcie-September, est bitumée et ouverte à la circulation automobile. Elle rencontre la rue Fléchier sur son côté nord.

## Origine du nom
Elle porte le nom de François de Salignac de La Mothe-Fénelon, dit Fénelon (1651-1715), écrivain français.

## Historique
En 1318, Thibaut de Rochefort, vicomte de Donges, fonde un couvent des Carmes, et installe les religieux dans l'« hôtel de Rochefort », à Nantes. Cette vaste demeure et son terrain sont situés à l'angle des actuelles rues Saint-Vincent et Fénelon. Cependant, les Cordeliers, installés non loin de là vers le nord-est, font valoir un privilège qui leur a été accordé par le pape Clément IV, selon lequel aucun autre ordre religieux ne peut s'installer à moins de 310 mètres environ d'un de leurs établissements. Le couvent des Carmes est alors installé dans l'« hôtel de Rougé », entre les actuelles rue des Carmes et du Moulin, en 1325.
L'Ordre des pauvres dames est fondé en 1212 par Claire d'Assise. Les religieuses de cet ordre sont appelées Clarisses ou Saintes-Claires. Le 23 mars 1456, le duc Pierre II de Bretagne et son épouse Françoise d'Amboise achètent l'« hôtel de Rochefort » et son terrain pour y installer un couvent de « Saintes-Claires », qui héberge à son ouverture des religieuses en provenance du monastère de Decize.
Lors de la Révolution, en octobre 1792, les religieuses sont expulsées. Le couvent est transformé en prison, de mars 1793 à janvier 1795, et prend le nom de prison des Saintes-Claires. Peu à peu démantelé, l'établissement disparaît définitivement en 1898. La voie a été appelée « rue des Saintes-Claires » en référence au couvent des Clarisses qui se trouvait au nord-est de la rue. Pendant la Révolution, son nom est changé en « rue Fénelon ».
Lors de la Seconde Guerre mondiale, la rue est fortement touchée par les bombardements de 1943. La partie ouest de la voie est détruite. Au sud disparaît ainsi l'« hôtel de Boux des Barres » (maison anciennement située au no 7, qui a également porté les noms de « hôtel de Boux de Casson », « hôtel de Lendormière » ou « hôtel de Monti de Rezé », à ne pas confondre avec le bâtiment faisant partie de l'hôtel de ville). Cette partie fut occupée jusqu'en 2017 par les locaux de l'École supérieure des beaux-arts de Nantes Métropole. Au nord de la voie, les bombes atteignent l'« hôtel Mesnardeau » (ou « hôtel Maillard de la Gournerie », dont l'actuel immeuble au no 4) dont la rue formait une partie.